# Фонтана, Лоренцо
Лоре́нцо Фонта́на (итал. Lorenzo Fontana; род. 10 апреля 1980, Верона, Венеция) — итальянский политик, член Лиги Севера. Министр без портфеля по европейским делам (2019). Председатель нижней палаты Парламента Италии с 14 октября 2022 года.

## Биография

### Политическая карьера
Являлся сотрудником Выставочного центра Вероны, окончил Падуанский университет, где изучал политологию, и Европейский университет в Риме по специальности «История христианской цивилизации». Был избран в коммунальный совет Вероны от Лиги Севера.
В 2009 году избран в Европейский парламент, вошёл во фракцию Европа свободы и демократии, в 2014 году переизбран и стал членом фракции Европа наций и свобод.
4 марта 2018 года избран по списку Лиги Севера в Палату депутатов Италии во втором округе области Венеция, 29 марта избран одним из заместителей председателя Палаты.
В течение своей политической карьеры Фонтана зарекомендовал себя противником гражданских союзов для однополых пар и противником абортов. Делал публичные заявления, что Италия находится под ударом однополых браков и иммиграции, и её следует защищать в битве не на жизнь, а на смерть. Причастен к католической организации ProVita. В 2014 году осудил поступок депутата регионального совета от Лиги Севера Фабрицио Чеккетти (Fabrizio Cecchetti), который проголосовал за поддержку в Ломбардии шествия Гей-прайд (при этом Фонтана заявил, что для Лиги Севера есть только одна семья — мужчина, женщина и дети). Выступал против полового воспитания школьников «pro-ЛГБТ» и против такого же образования для медиков, отстаивал право медицинских работников на отказ от совершения аборта по убеждению.

### Работа в первом правительстве Конте
1 июня 2018 года вступил в должность министра без портфеля по делам семьи и лиц с ограниченными возможностями в правительстве Конте.
10 июля 2019 года назначен министром без портфеля по европейским делам в том же правительстве.
4 сентября 2019 года Джузеппе Конте сформировал своё второе правительство (новым министром по европейским делам стал Энцо Амендола, Фонтана не получил никакого назначения), а 5 сентября новый кабинет принёс присягу.

### Председатель Палаты депутатов Италии
14 октября 2022 года избран председателем Палаты депутатов нового XIX созыва, получив 222 голоса из 400. В программном выступлении Фонтана заявил: «Роль парламента не должна определяться ценностью разнообразия и не должна подвергаться омологации. Омологация является инструментом тоталитарного навязывания сверху выражения воли граждан. Блаженный Карло Акутис сказал, что все рождаются подлинными, но многие умирают фотокопиями. Италия должна придавать силу своей своеобразной природе, не уступая более монолитным иностранным реалиям и культурам, которые не диверсифицируются» (Il ruolo del Parlamento non deve prescindere dalla valorizzazione delle diversità e non deve cedere all’omologazione. L’omologazione è lo strumento dei totalitarismi delle imposizioni centrali sull’espressione della volontà dei cidittadini. Beato Carlo Acutis disse che tutti nascono originali ma molti muoiono come fotocopie. L’Italia deve dare forza alla propria peculiare natura senza omologarsi a realtà estere più monolitiche e a culture che non diversificano).

## Личная жизнь
Фонтана женат на сотруднице аппарата Европейского парламента, неаполитанке Эмилии Капуто. Венчание было организовано по двум обрядам — каноническому и принятому в Тренто с 1570 года до Второго Ватиканского собора в 1960-е годы. У супругов есть дочь Анджелика.

## Труды
- Lorenzo Fontana e Ettore Gotti Tedeschi, La culla vuota della civiltà. All’origine della crisi, Gondolin, 2018, p. 163, ISBN 978-88-98647-45-3.